# میدوی، شهرستان نوادا، آرکانزاس
میدوی (به انگلیسی: Midway) یک منطقهٔ مسکونی در ایالات متحده آمریکا است که در شهرستان نوادا، آرکانزاس واقع شده‌است. میدوی ۱۱۷٫۹۶ متر بالاتر از سطح دریا واقع شده‌است.